# بی‌گناهی در شهر
بی‌گناهی در شهر فیلمی به کارگردانی منوچهر صادق‌پور و نویسندگی منوچهر کی‌مرام محصول سال ۱۳۴۷ است.

## داستان
عشق دختر چایکار و پسر کارخانه دار از نظر پدر محکوم است و چون نتیجه‌ای نمی‌گیرد، عده‌ای را به تعقیب پسرش می‌گمارد…

## بازیگران
- فریده نصیری
- منوچهر صادق‌پور
- جهانگیر فروهر
- ابراهیم فخار
- عباس افتخاری
- فرنگیس فروهر
- محمدتقی کهنمویی